# Sherry Palmer
Sherry Palmer es un personaje de ficción interpretado por Penny Johnson Jerald en la serie de televisión 24. Frecuentemente este personaje es comparado con lady Macbeth debido a su carácter manipulador y amoral. Es la primera esposa del senador David Palmer. 
Como curiosidad, Sherry Palmer es el personaje de la serie que luce más trajes por temporada (el resto de personajes suelen no cambiar de vestuario ya que se supone que la acción transcurre en un día). Por ejemplo, Sherry Palmer luce hasta seis trajes diferentes en la primera temporada de la serie.
- Datos: Q941827